# Zum hl. Antonius von Padua und Rochus

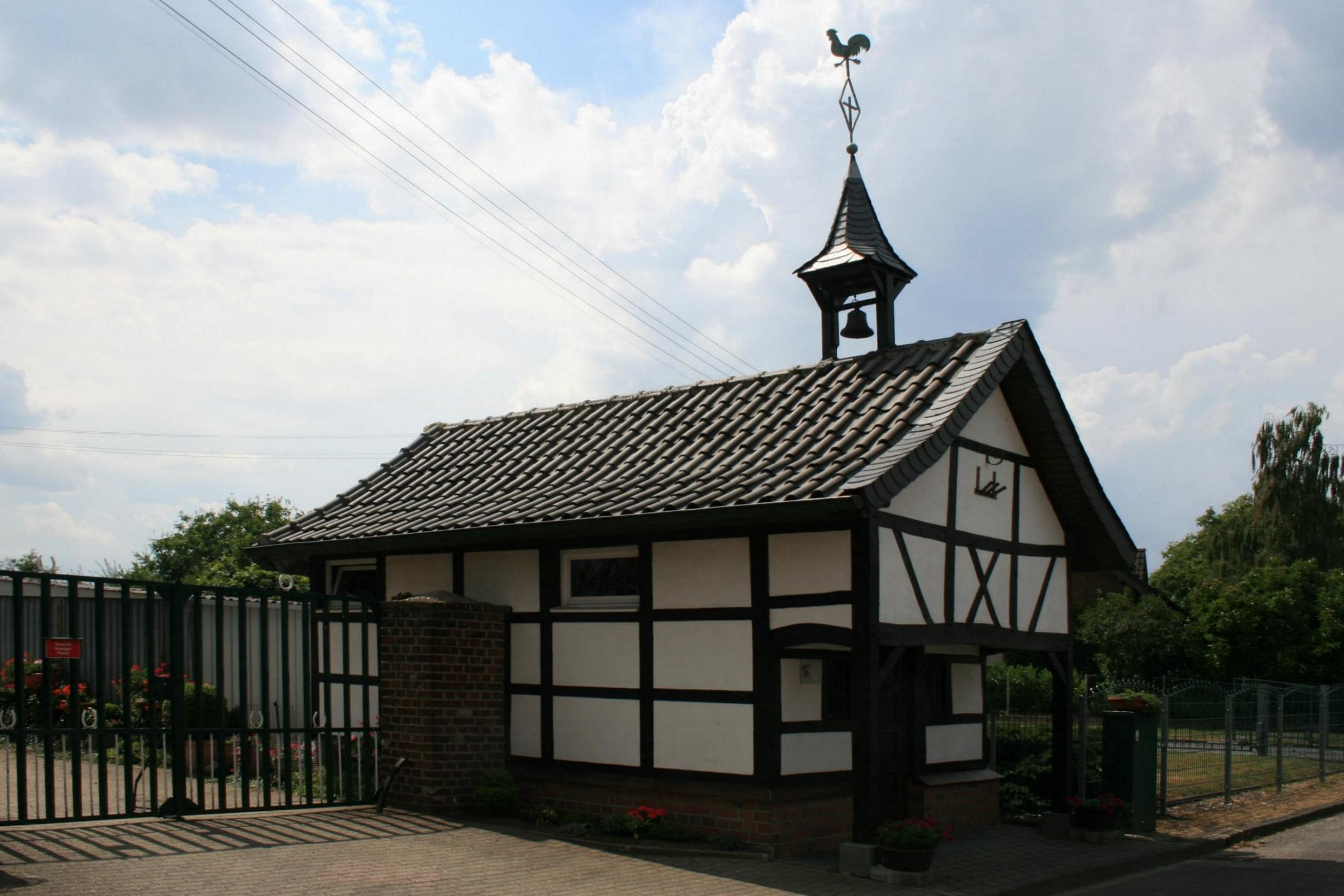
Kapelle (2010)

Die Kapelle Zum hl. Antonius von Padua und Rochus steht im Ortsteil Kothausen in Mönchengladbach (Nordrhein-Westfalen), Kothausen 18.
Das Gebäude wurde im 18. Jahrhundert erbaut. Es wurde unter Nr. K 031  am 2. Juni 1987 in die Denkmalliste der Stadt Mönchengladbach eingetragen.

## Architektur
Die Kapelle ist ein Bau des 18. Jahrhunderts. Sie ist aus Fachwerk ausgeführt und heute sechs Gefache lang, die weiß verputzt sind. Ursprünglich bestand sie aus nur vier Gefachen, die aber, nach der Beseitigung eines Artillerietreffers 1946/47, auf sechs erweitert wurde.
Das Kirchlein hat eine offene, einfachige Vorhalle. Unter dem vorkragenden Hallenüberbau befindet sich, ein Gefach zurück, der Eingang mit älterer Tür und zwei seitlichen, holzvergitterten Fenstern. Den ganzen Bau unterläuft ein Backsteinsockel. Das an seiner Rückseite dreifach gebrochene Satteldach ist ziegelgedeckt und trägt vorne einen Reiter mit Glöckchen, Kreuz und Hahn.
Als gutes Beispiel einer Honnschaftskapelle alter Machart ist sie aus volks- und baugeschichtskundlichen Gründen schützenswert.